# Transhelvetica
Die Zeitschrift Transhelvetica («das Schweizer Magazin für Reisekultur») ist ein Reisemagazin, das in Zürich erscheint.

## Inhalt und Auszeichnungen
Das Magazin wurde von Jon Bollmann und Pia Marti gegründet und erscheint seit dem 10. Oktober 2010 zweimonatlich im Zürcher Passaport Verlag. Die Zeitschrift thematisiert ausschliesslich Ausflugsmöglichkeiten in der Schweiz. 2012 erhielt das Magazin einen Red Dot Design Award. Die Redaktion befindet sich im Alten Bahnhof Letten.

## Mitarbeiter
Das Magazin wird von einer ständigen Redaktion gestaltet, die durch wechselnde freie Journalistinnen und Journalisten ergänzt wird. Zur Redaktion gehören Karin Dehmer, Stephanie Elmer, Lisa Savenberg, Claudia Walder und Claudius Wirz. Für die Grafik sind Julia Feuerbaum, Franca Sidler und Sarina Strebel zuständig. Fotografinnen und Illustratoren wechseln ebenfalls von Heft zu Heft.